# Macrobrachium moorei
Macrobrachium moorei är en kräftdjursart som först beskrevs av William Thomas Calman 1899.  Macrobrachium moorei ingår i släktet Macrobrachium och familjen Palaemonidae. Inga underarter finns listade i Catalogue of Life.